# Hexatoma (Eriocera) serendib
Hexatoma (Eriocera) serendib is een tweevleugelige uit de familie steltmuggen (Limoniidae). De soort komt voor in het Oriëntaals gebied.